# Piagge
Piagge település Olaszországban, Marche régióban, Pesaro és Urbino megyében. Lakosainak száma 1013 fő (2017. január 1.). Piagge Cartoceto, Fano, San Costanzo, San Giorgio di Pesaro és Montemaggiore al Metauro községekkel határos.

## Népesség
A település lakossága az elmúlt években az alábbi módon változott:

| 2017 | 1 013 |